# Sydney Gun-Munro
Sir Sydney Douglas Gun-Munro (ur. 29 listopada 1916 na Grenadzie, zm. 1 marca 2007 na Bequia) – działacz państwowy Saint Vincent i Grenadyn, pierwszy gubernator generalny, lekarz. Tytuł szlachecki "Sir" otrzymał w 1977.
Był ósmym z dziesięciorga rodzeństwa, został osierocony przez ojca w wieku 7 lat. Uczęszczał do szkoły podstawowej i średniej na Grenadzie, następnie wyjechał na studia medyczne do Wielkiej Brytanii. W 1942 uzyskał dyplom lekarza w Kings College w Londynie, rok później specjalizował się tamże w chirurgii. Do kwietnia 1946 pracował w Lewisham Hospital w Londynie. W czasie pobytu w Anglii przeżył m.in. zniszczenie domu brata przez bombę lotniczą w czasie działań wojennych.
W 1946 powrócił na Grenadę. Pracował m.in. w szpitalu kolonialnym w Kingstown (1949-1971, później Milton Cato Memorial Hospital) oraz w instytucjach kierowniczych lokalnej służby zdrowia. W 1977 został mianowany gubernatorem Saint Vincent i Grenadyn, wówczas o statusie państwa stowarzyszonego z Wielką Brytanią. W październiku 1979 Saint Vincent i Grenadyny ogłosiły niepodległość (w ramach brytyjskiej Wspólnoty Narodów) i Gun-Munro został pierwszym gubernatorem generalnym. Funkcję pełnił do 1985.
W późniejszych latach udzielał pomocy lekarskiej mieszkańcom wyspy Bequia jako wolontariusz. W maju 1997 doznał poważnych obrażeń w wypadku budowlanym. Zmarł w marcu 2007 w wieku 90 lat. Był żonaty, miał troje dzieci (dwóch synów i córkę).